# Mont Le Conte
Le mont Le Conte (ou LeConte) est une montagne dans le comté de Sevier, dans l'État du Tennessee, située dans le parc national des Great Smoky Mountains. Avec une altitude de 2 010 m, c'est le troisième plus haut sommet du parc national, derrière le dôme Clingmans (2 024 m) et le mont Guyot (2 018 m). C'est aussi le sommet le plus élevé qui se trouve complètement dans le Tennessee. De sa base à son sommet, le mont Le Conte est l'un des plus hauts sommets des Appalaches, avec une proéminence de 1 616 m par rapport aux environs de Gatlinburg à 394 m d'altitude.
Quatre cimes composent la montagne (appelée massif LeConte) : West Point (1 934 m), High Top (2 010 m), Cliff Tops (1 988 m) et Myrtle Point (1 890 m). En outre, la montagne est remarquable pour avoir le plus haut gîte offrant un hébergement pour les visiteurs dans l'Est des États-Unis.